# Jaya y Vijaya
En el marco de la mitología hinduista, Jaya y Vijaya son dos guerreros espirituales, duara palaka (‘porteros’) de Vaikunthá, la morada del dios Vishnú.
- जय-विजय, en escritura devánagari.

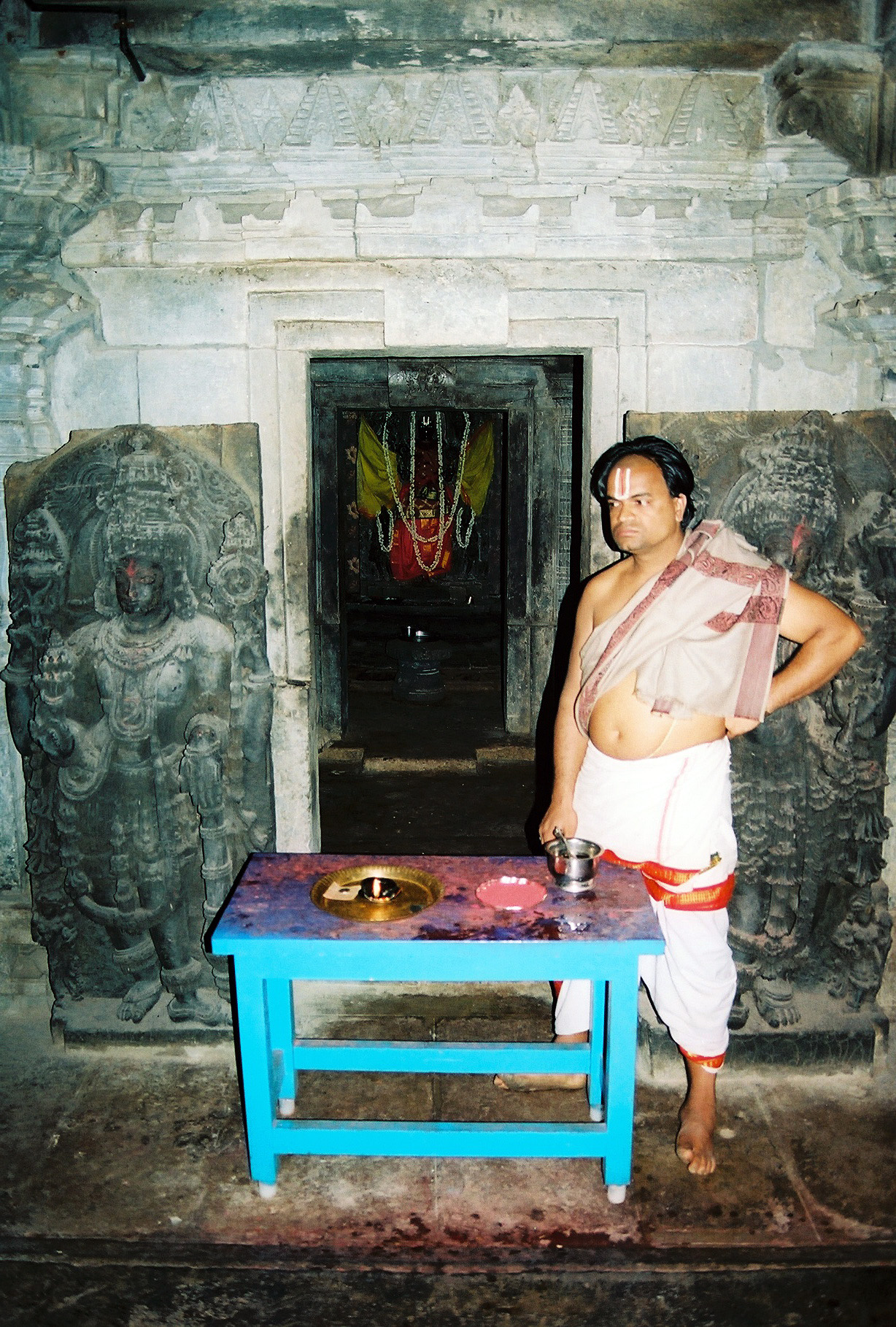
El sacerdote bráhmana se dispone a adorar al dios de piedra Chenna Keshava (que se encuentra dentro de la puerta, a sus espaldas). A ambos lados hay ídolos de los dos porteros Yaiá y Viyaiá.

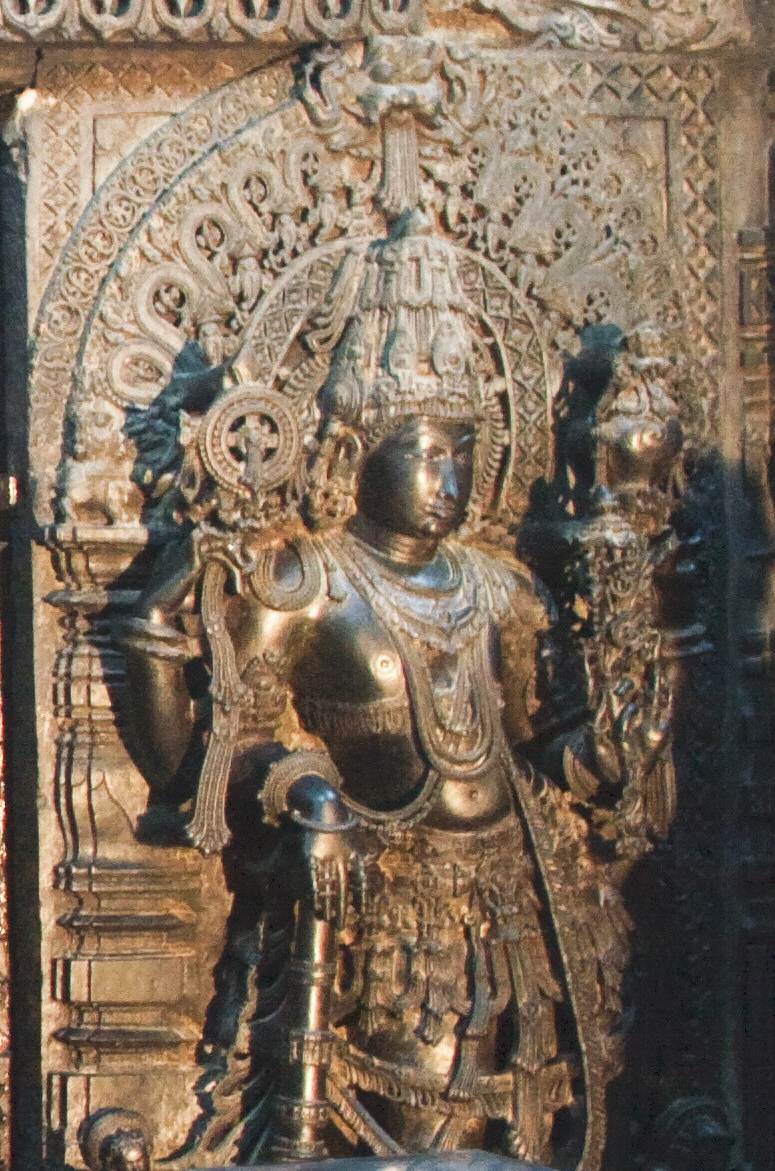
Escultura de Viyaiá cuidando el sanctasanctórum (la zona más sagrada, el altar) del templo de Vishnú Chenna Keshava. Fotografía de marzo de 2009.

- jaya-vijaya, en el sistema IAST de transliteración.
- Etimología:
  - Jaya: ‘conquista’.
  - Vijaya: ‘botín’.

Se pueden ver estatuas de Yaiá y Viyaiá en muchos templos de Vishnú o en templos relacionados con el vishnuismo.
Algunos templos famosos son:
- Venkateswara (en Tirumala).
  - muchos templos de Venkateswara en todo el mundo (especialmente en EE. UU.).
- Yágan Natha (en Puri (Orisa).
- Ranga Natha (en Sri Rangam.

## Los dos ángeles caen a la Tierra
En el Bhāgavata Puraná se cuenta la siguiente leyenda:
Yaiá y Viyaiá fueron maldecidos por los sabios Kumarás a nacer en la Tierra por haber sido insolentes.
Los guardianes habían rehusado la entrada a estos tres hermanos Kumārá (Sanat, Sananda y Sanātana, hijos directos del dios Brahmā), quienes, por sus poderes, habían mantenido la forma de bebés de unos cinco años de edad, para evitar el deseo sexual.
(En la India, donde se utiliza un tipo de medicina mágica ineficiente, desde tiempo inmemorial y hasta la actualidad se llama kumará a cualquier niño de menos de dos años, debido a que la mortalidad infantil es altísima.
Kumará significa ‘muere fácil’, siendo ku: ‘fácil’ y mara: ‘morir’).
Los porteros no querían dejar que tres bebés desnudos (que finalmente molestarían al dios Vishnú, amo de los dos porteros), por lo que se negaron a dejarlos pasar.
Por su insolencia, estos iracundos monjes los maldijeron a ser expulsados de Vaikunthá y a nacer en la Tierra.
El bondadoso Vishnú acordó que debían ser castigados, pero mitigó el efecto de la maldición: les preguntó a los dos porteros si querían nacer siete veces como devotos del Señor o tres veces como sus enemigos.
Como la intención de los dos porteros era la de volver lo más pronto posible, eligieron ser enemigos de Dios.
En la primera era (Satya yuga: ‘era de la verdad’), Yaiá y Viyaiá nacieron como Jirania Akshá y Jirania Kashipú.
Para matar primero a uno y luego al otro, Vishnú encarnó en dos oportunidades, como Varaja (jabalí) y como Narasinja (un ser mitad hombre y mitad león).
En la segunda era (treta iugá: ‘era tres’) nacieron como Rāvana y Kumbhákarna, y fueron asesinados por el dios Rāma.
Luego, en la tercera era (duapára iugá: ‘era dos’), Yaiá y Viyaiá nacieron como Śishupala y Dantavakra y fueron asesinados por Krishná.
Después de los tres nacimientos previstos, retornaron a Vaikunthá.

### En kali iugá
En el siglo XVI, los seguidores directos del santo bengalí Chaitania, como lo consideraban una encarnación excepcional del dios Krishná, comenzaron a difundir que cada uno de sus compañeros (de acuerdo con sus características personales) era la encarnación de algún personaje relacionado con las historias de Krishná.
Yagai (Jagadānanda) y Madhai (Mādhavānanda) eran dos hermanos nacidos como brāhmanas (la casta de los sacerdotes) pero que se habían dedicado a actividades pecaminosas.
Fueron convertidos en predicadores por Chaitania, por lo que se los consideró la cuarta reencarnación de Yaiá y Viyaiá.
Para explicar por qué en los antiguos Purānas se decía que vendrían sólo tres veces como demonios, los seguidores de Chaitania escribieron que Yaiá y Viyaiá habían pedido volver a encarnar una cuarta vez como demonios para poder acompañar a esta exclusiva encarnación de Krishná en Kali yuga (es algo que sucede sólo cada millones de Kali iugás).